# Sádek Hedájat
Sádek Hedájat, persky صادق هدایت (17. února 1903 Teherán – 9. dubna 1951 Paříž) byl íránský spisovatel, dramatik, publicista a překladatel.
Pocházel z rodiny dvořanů a intelektuálů, absolvoval první íránskou vysokou školu Dar al-Fonún a pokračoval ve studiu archeologie a později stomatologie v Paříži, školu však nedokončil vinou psychických potíží, které vedly k neúspěšnému pokusu o sebevraždu v roce 1927. Byl silně ovlivněn moderní západní literaturou (jeho oblíbenými autory byli Anton Pavlovič Čechov, William Faulkner a Edgar Allan Poe, přeložil také do perštiny dílo Franze Kafky), po návratu do vlasti začal vydávat časopis Sochan, kolem něhož se zformovala skupina mladých levicově orientovaných intelektuálů, kritických vůči poměrům v zemi a usilujících o vnesení nových přístupů do perské literatury. Hedájat psal historické a jazykovědné studie, v polemických textech ironizoval feudální přežitky a konzervativní duchovenstvo, pro jeho symbolicky laděné prózy je charakteristický pesimismus a perspektiva outsidera. Od roku 1950 žil v Paříži, kde se následujícího roku otrávil plynem.
Česky vyšel výbor Hedájatových povídek Tři kapky krve (přeložila Věra Kubíčková, Státní nakladatelství krásné literatury a umění, Praha 1964), obsahující také jeho nejúspěšnější text Slepá sova, který je sugestivní zpovědí člověka pronásledovaného depresemi, halucinacemi a pocity osamění a beznaděje. Slepá sova byla vysoko ceněna surrealisty, v roce 1987 ji zfilmoval Raúl Ruiz, v Íránu byla kniha zakázána za monarchie i za islamistického režimu.